# Cyclocephala fusiformis
Cyclocephala fusiformis är en skalbaggsart som beskrevs av Chapin 1932. Cyclocephala fusiformis ingår i släktet Cyclocephala och familjen Dynastidae. Inga underarter finns listade i Catalogue of Life.